# Charlotte Sullivan
Charlotte Sullivan (Ontario, outubro de 1983) é uma atriz canadense, mais conhecida por interpretar Gail na série de televisão Rookie Blue.

## Carreira

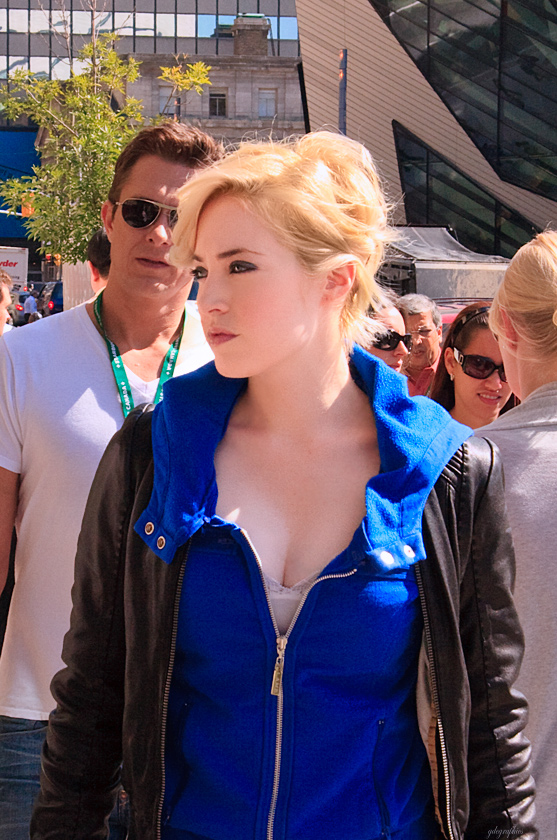
Charlotte Sullivan

Sullivan começou a atuar profissionalmente ainda criança. Seu primeiro papel na tela foi um figurante em um videoclipe de Liza Minnelli.  Ela atuou como protagonista no filme Harriet the Spy (1996) e  a série da CBS  The New Ghostwriter Mysteries (1997), bem como partes menores nos filmes How to Deal (2003) e Fever Pitch (2005). Ela interpretou Katie na série dramática de televisão Across the River to Motor City (2007).
Sullivan interpretou Maxima no quarto episódio de Smallville Em 2010, ela começou a interpretar a policial Gail Peck na série dramática policial Rookie Blue, que foi ao ar em Global  Television Network no Canadá e na ABC nos Estados Unidos. Em 2011, Sullivan apareceu como Marilyn Monroe na minissérie canadense-americana The Kennedys. Ela foi indicada ao Canadian Screen Award de Melhor Atriz Coadjuvante por seu papel  no filme de 2011  Citizen Gangster. 

## Vida pessoal
Sullivan nasceu em Toronto, Ontário. Sullivan é casada com o ator Peter Stebbings e eles tem uma filha juntos.

## Filmografia

### Filme
| Ano  | Titulo                                        | Papel                  | Notas |
| ---- | --------------------------------------------- | ---------------------- | ----- |
| 1996 | Harriet the Spy                               | Marion Hawthorne       |       |
| 1996 | The Legend of Gator Face                      | Angel                  |       |
| 1998 | Shadow Builder                                | Jazz                   |       |
| 2003 | How to Deal                                   | Elizabeth Gunderson    |       |
| 2005 | Fever Pitch                                   | Spin Instructor        |       |
| 2005 | Booth                                         | June                   |       |
| 2006 | Population 436                                | Courtney Lovett        |       |
| 2008 | Love & Justice                                | Chevelle Fontaine      |       |
| 2009 | The Cry of the Owl                            | Sally Nielson          |       |
| 2009 | Defendor                                      | Fay Poppington         |       |
| 2010 | The Appointment                               | Jaime                  |       |
| 2011 | Citizen Gangster                              | Mary Mitchell          |       |
| 2011 | 388 Arletta Avenue                            | Sherry                 |       |
| 2012 | The Last Will and Testament of Rosalind Leigh | Anna / Radio Announcer |       |
| 2012 | Artist: Unknown                               | Claire Logan           |       |
| 2013 | The Colony                                    | Kai                    |       |
| 2013 | Deja View                                     | Ellen                  |       |
| 2014 | Parachute                                     | Rachel                 |       |
| 2016 | Mr Write                                      | Dori                   |       |
| 2017 | Radius                                        | Jane                   |       |

### Televisão
| Ano       | Titulo                                          | Papel                       | Notas                                                                      |
| --------- | ----------------------------------------------- | --------------------------- | -------------------------------------------------------------------------- |
| 1996      | Goosebumps                                      | Courtney                    | Episódio: "You Can't Scare Me!"                                            |
| 1996      | Kung Fu: The Legend Continues                   | Linda                       | Episódio: "A Shaolin Continues"                                            |
| 1996      | The Pathfinder                                  | May                         |                                                                            |
| 1997      | When Innocence Is Lost                          | Annie French                |                                                                            |
| 1997      | The New Ghostwriter Mysteries                   | Camella Gorik               |                                                                            |
| 1998      | Harm's Way                                      |                             |                                                                            |
| 1999      | The Wrong Girl                                  | Bridget Fisher              |                                                                            |
| 1999      | The Famous Jett Jackson                         | Fuzzy Dupree                | Episódio: "Front Page"                                                     |
| 1999      | Are You Afraid of the Dark?                     | Diana                       | Episódio: "The Tale of the Hunted"                                         |
| 1999      | Mary Cassatt: An American Impressionist         | Katherine Cassatt           |                                                                            |
| 2001      | Lucky Girl                                      | Janice                      |                                                                            |
| 2001      | Blue Murder                                     | Katherine Dewson            | Episódio: "Family Man"                                                     |
| 2003      | Blue Murder                                     | Amber Watley                | Episódio: "Respect"                                                        |
| 2003      | Platinum                                        | Beth                        |                                                                            |
| 2003      | Radio Free Roscoe                               | Judy Douglas                | Episódio: "Clark Kent"                                                     |
| 2003      | Beautiful Girl                                  | Samantha Webb               |                                                                            |
| 2004-2005 | This Is Wonderland                              | Beth                        | Episódio: "1.3" & "2.7"                                                    |
| 2005      | Terrorised by Teens: The Jonathan Wamback Story | Courtney                    |                                                                            |
| 2005-2006 | Puppets Who Kill                                | Sexy Wife & Sweetie         | Episódio: "Dan and the New Neighbour" & "Joyride"                          |
| 2006      | The House Next Door                             | Pie Harrelson               |                                                                            |
| 2007      | Across the River to Motor City                  | Katie Wilton                | Papel principal                                                            |
| 2008      | Ny-Lon                                          |                             |                                                                            |
| 2008      | MVP                                             | Mandy                       |                                                                            |
| 2008      | Smallville                                      | Maxima                      | Episódio: "Instinct"                                                       |
| 2008-2013 | Murdoch Mysteries                               | Minerva Fairchild/Charlotte | Episódio: "Still Waters" & "The Filmed Adventures of Det. William Murdoch" |
| 2009      | Unstable                                        | Samantha Walker             |                                                                            |
| 2009      | The Listener                                    | Katie Stebbes               | Episódio: "Missing"                                                        |
| 2009      | Iron Road                                       | Melanie Grant               |                                                                            |
| 2009      | Alice                                           | Duchess                     |                                                                            |
| 2010–2015 | Rookie Blue                                     | Gail Peck                   | Papel principal                                                            |
| 2011      | The Kennedys                                    | Marilyn Monroe              | Episódio: "Lancer and Lace"                                                |
| 2013      | Blue Bloods                                     | Lacey                       | Episódio: "Devil's Breath"                                                 |
| 2015      | Saving Hope                                     | Elizabeth Grant             | Episódio: "Miss You", "Can't You Hear Me Knocking?"                        |
| 2016–2017 | Chicago Fire                                    | Anna                        | 9 Episódios                                                                |
| 2017–2019 | Mary Kills People                               | Nicole Mitchell             |                                                                            |
| 2018      | Frankie Drake Mysteries                         | Meara Anderson              |                                                                            |
| 2018      | Caught                                          | Jennifer Baker              |                                                                            |
| 2019      | Hudson & Rex                                    | Leia Perkis                 |                                                                            |